# 京都市立醍醐中学校
京都市立醍醐中学校（きょうとしりつ だいごちゅうがっこう）は、京都市伏見区醍醐岸ノ上町にある公立中学校。

## 概要
伏見区東部の醍醐地区を主な校区とする中学校である。校区には世界遺産の醍醐寺がある。

## 沿革
- 1948年4月 - 醍醐中学校創設（京都市立醍醐小学校内に併設）
- 1948年5月 - 校章制定
- 1953年7月 - 現在地に移転
- 1953年11月 - 校歌制定、新校舎（2棟7教室竣工）
- 1954年11月 - 本館増築工事竣工
- 1956年5月 - グラウンド拡張工事竣工祝賀式を挙行
- 1957年5月 - 補習学級開設
- 1957年10月 - 体育館（講堂）竣工祝賀式を挙行
- 1960年7月 - 新校舎竣工祝賀式を挙行
- 1961年9月 - 台風18号により、体育館屋根などが被害を受ける
- 1962年1月 - 標準服を制定
- 1966年2月 - 増築鉄筋3教室竣工
- 1968年10月 - 校地拡張工事竣工
- 1968年12月 - ガスストーブ使用開始
- 1969年3月 - 体育館増改築工事竣工
- 1970年5月 - 鉄筋4階建て校舎（4教室）竣工
- 1970年6月 - プール竣工。鉄筋3階建て教室の各教室に蛍光灯を設置
- 1970年10月 - LL教室を設置
- 1971年4月 - 鉄筋4階建て校舎（特別教室4教室・同準備室4教室）竣工
- 1971年10月 - 北校舎（木造平屋建て）の解体工事着工
- 1972年3月 - 鉄筋3階建て校舎（9教室）竣工
- 1973年4月 - 池田分校開校
- 1973年11月 - 本校南校舎（木造2階建て校舎）
- 1974年3月 - 池田分校第2期工事竣工
- 1974年4月 - 池田分校が京都市立栗陵中学校として独立・開校
- 1974年8月 - 本校南校舎鉄筋3階建て（職員室など）竣工
- 1974年8月 - 小栗栖分校第1期工事竣工
- 1975年4月 - 小栗栖分校開校
- 1975年8月 - 小栗栖分校体育館竣工
- 1975年12月 - 小栗栖分校プール竣工
- 1976年4月 - 小栗栖分校が京都市立小栗栖中学校として独立・開校
- 1977年7月 - 北校舎増築工事着工（旧本館の撤去により、木造校舎が全てなくなることに）
- 1978年1月 - 北校舎増築工事竣工
- 1986年4月 - 南分校開設
- 1987年4月 - 南分校が京都市立春日丘中学校として独立・開校
- 1992年3月 - コンピューター教室設置
- ⃣［2019年］体育館が新設。

## 校区
- 京都市立醍醐小学校（全域）
- 京都市立北醍醐小学校（全域）

## 交通アクセス
- 京都市営地下鉄東西線 醍醐駅・石田駅下車

## 校区が隣接している学校
- 京都市立大宅中学校
- 京都市立勧修中学校
- 京都市立栗陵中学校
- 京都市立春日丘中学校
- 宇治市立木幡中学校
- （滋賀県）大津市立石山中学校